# Crassula pyramidalis
Crassula pyramidalis är en fetbladsväxtart som beskrevs av Carl Peter Thunberg. Crassula pyramidalis ingår i släktet krassulor, och familjen fetbladsväxter. Inga underarter finns listade i Catalogue of Life.

## Bildgalleri

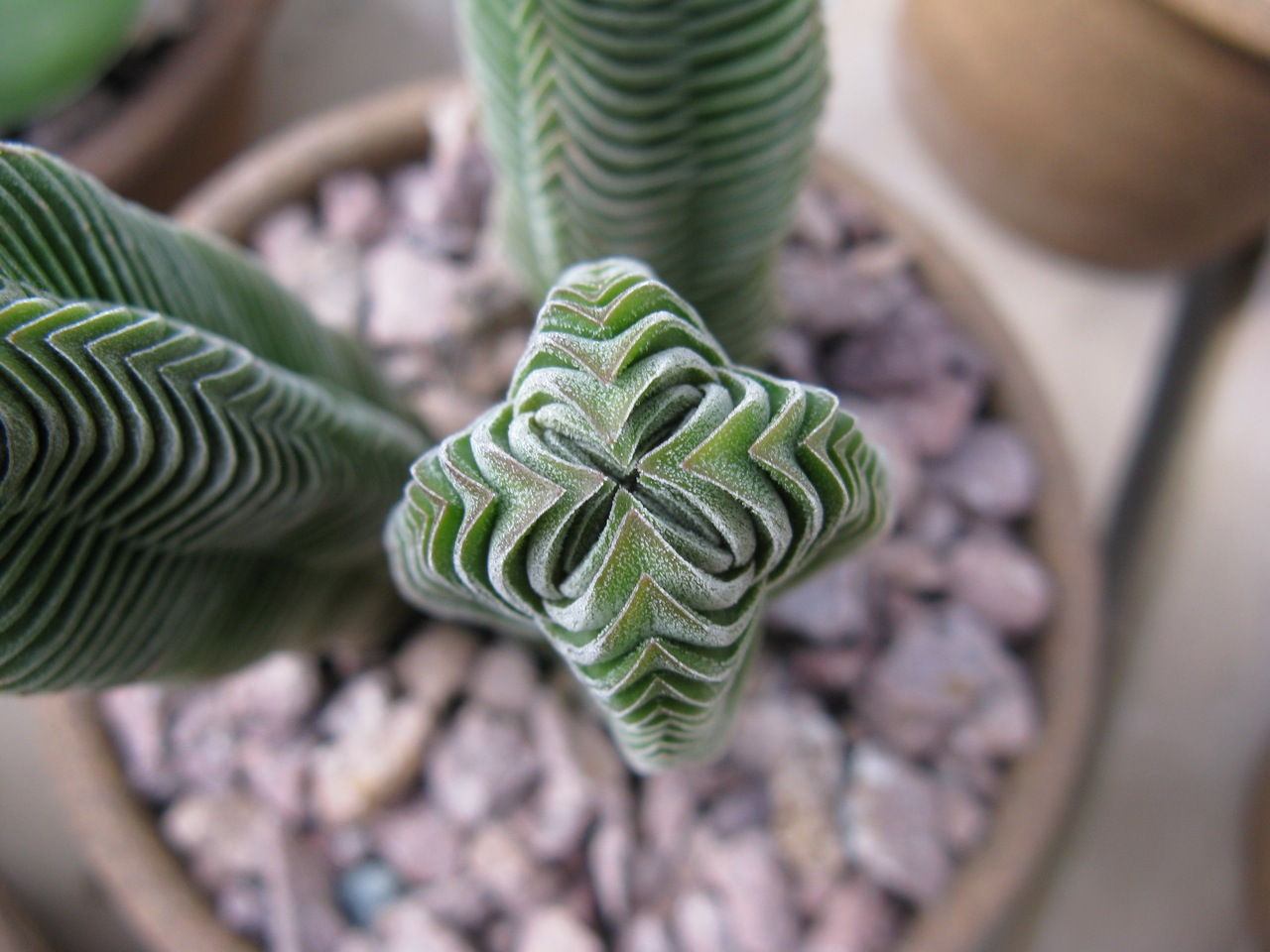
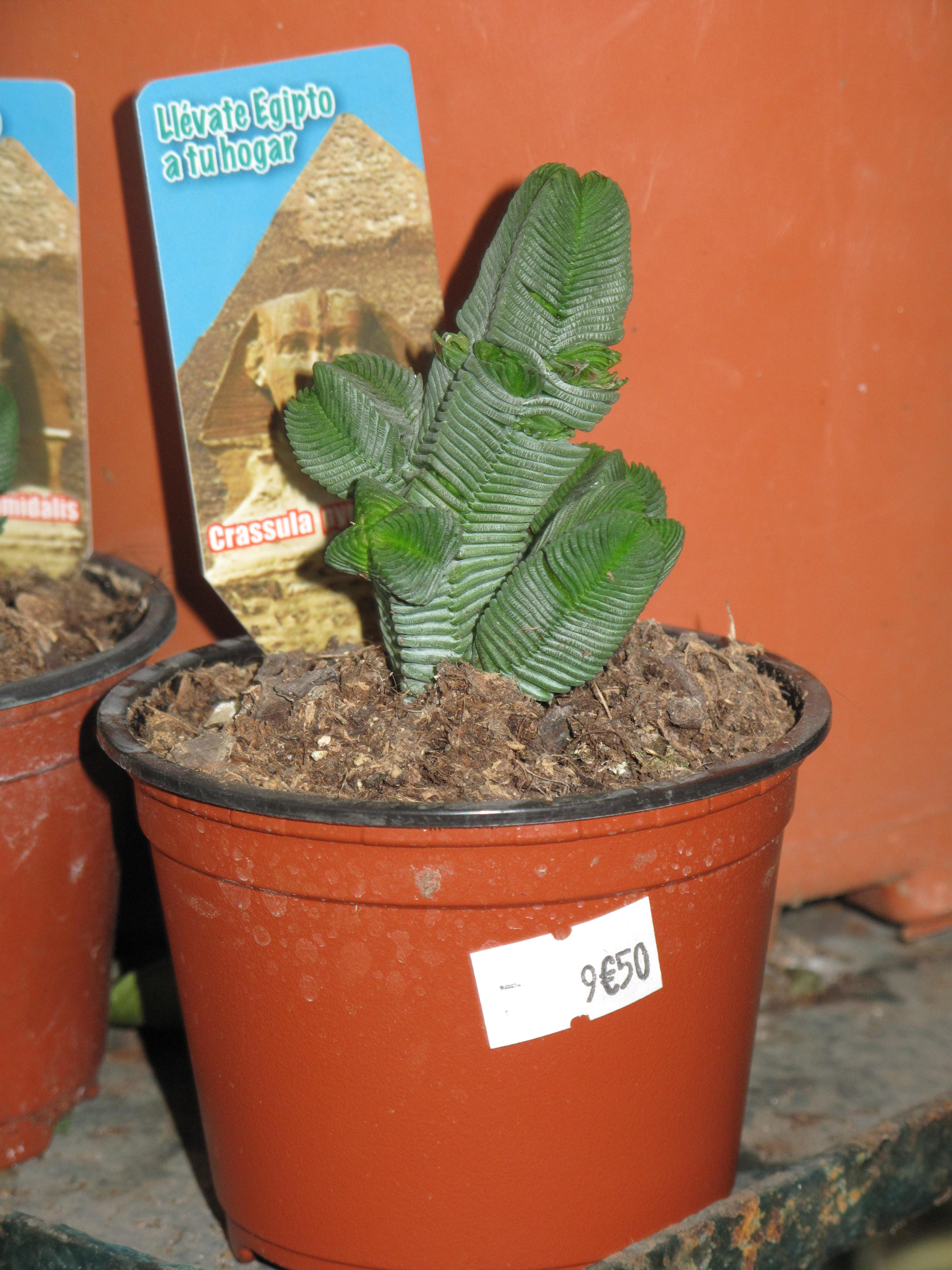